# La remolienda
La remolienda es una obra de teatro chilena escrita por Alejandro Sieveking y dirigida originalmente por Víctor Jara. La obra fue montada en el Teatro Antonio Varas de la Universidad de Chile. Esta obra está ambientada en un pueblo rural del sur chileno, y es catalogada como una comedia de enredos, o entremés.
En la historia del teatro chileno del siglo XX, «La remolienda» es una de las obras que más montajes profesionales y aficionados ha tenido en el país, siendo considerada un clásico, junto a «La pérgola de las flores».

## Argumento
Doña Nicolasa, una viuda campesina, va con sus tres hijos al pueblo de Curanilape (cercano a Villarrica) con la esperanza de encontrar un nuevo amor y esposas para sus hijos. Los jóvenes muchachos no conocen el pueblo, tanto así que se maravillan frente a "adelantos tecnológicos" como el pavimento y la luz eléctrica. Cuando llegan a su destino, se albergan en un prostíbulo creyendo que es un hotel respetable. Las tres jóvenes que prestan servicios en la casa que regenta Doña Rebeca, ven en los inocentes jóvenes su oportunidad para encontrar, finalmente, un marido. Esto ocasiona innumerables enredos, equívocos y coincidencias, entre las cuales está el reconocimiento entre las dos hermanas, Nicolasa y Rebeca. La acción se desarrolla en un marco cómico hasta que finalmente los jóvenes perdonan a sus enamoradas y, así, todos regresan al campo como tres parejas felices.

## Personajes
- Doña Nicolasa, mujer de campo, viuda y madre de tres hijos
- Nicolás, hijo de Doña Nicolasa, hermano mayor de Graciano y Gilberto, que se enamora de Isaura
- Graciano, hijo de Doña Nicolasa, que se enamora de Yola
- Gilberto, hijo de Doña Nicolasa, que se enamora de Chepa
- Yola, una de las prostitutas, que se enamora de Graciano
- Isaura, una de las prostitutas, que se enamora de Nicolás
- Chepa, una de las prostitutas, que se enamora de Gilberto
- Doña Rebeca, regenta de la casa de remolienda, hermana de Doña Nicolasa
- Renato Sepúlveda, antiguo pretendiente de Rebeca, administrador de la compañía eléctrica
- Mirta, parroquiana de la casa de remolienda
- Baudilio, campesino gordo, parroquiano de la casa de remolienda
- Telmo, muchacho joven, parroquiano de la casa de remolienda
- Mauro, hombre corpulento, parroquiano de la casa de remolienda
- Segundo, marino padre del hijo de Chepa

## Producción
«La remolienda» se estrenó el viernes 8 de octubre de 1965 en el Teatro Antonio Varas para la XXV Temporada Oficial del Instituto de Teatro de la Universidad de Chile, con el siguiente elenco: Bélgica Castro (Oña Nicolasa), Mario Lorca (Nicolás), Juan Katevas (Graciano), Lucho Barahona (Gilberto), Kerry Keller (Yola), Claudia Paz (Isaura), Sonia Mena (Chepa), Carmen Bunster (Doña Rebeca), Tennyson Ferrada (Renato Sepúlveda), María Castiglione (Mirta), Tomás Vidiella (Mauro), Eduardo Barril (Telmo) y Jorge Boudon como Baudilio.
La dirección estuvo a cargo de Víctor Jara, quien eliminó gran parte de las canciones que Sieveking había proyectado para que la obra fuera una comedia musical. La dirección de Jara puso énfasis en las coreografías de los actores, aportando, con estudiados detalles proxémicos, a la comicidad de la puesta en escena. Por su trabajo en «La remolienda» Jara fue premiado por segunda vez con el Laurel de Oro.
El montaje original se presentó en California, Nueva York y Buenos Aires. En 1978 se estrenó en San José de Costa Rica, tras el traslado de Sieveking a ese país. La obra volvió a presentarse en Santiago el año 1981 en la Sala del Ángel bajo la dirección de Héctor Noguera, con Ana González en el rol protagónico. Debido a su éxito, se mantuvo en cartelera por más de un año y medio. En 1988, el Teatro Itinerante del Ministerio de Educación llevó la obra a 47 ciudades de Chile. En la ocasión, Alejandro Sieveking dirigió la obra manteniendo la versión original de 1965, realizada por Víctor Jara, quien además compuso la música.

## Análisis y crítica
La obra consta de dos actos, cada uno con dos cuadros. La escritura de Sieveking está formulada a través de modismos y muletillas («po´»), y en las características del habla popular chilena como la omisión de letras («pueulo», «entonce»), cambios fónicos -(«jue» en vez de fue), insultos criollos («peazo ´e mugre»), recursos que pretenden imitar el habla de los campesinos. Además, la obra está cruzada por canciones, cuecas, adivinanzas y chistes de doble sentido. Según Elena Castedo-Ellerman, este «habla popular [que] se desborda sin control», es tan localista que tiene como efecto que «lo valioso se pierda para un público más amplio». Sin embargo, el éxito de los múltiples montajes de esta obra fuera del país, incluso en Estados Unidos, desmienten semejante juicio.
La obra es considerada un ejemplo de realismo folclórico-poético dentro de la historia teatral chilena. Según Eduardo Guerrero, «[l]o que mas atrae en una obra como esta es su simpleza, su ingenuidad, la nobleza de espíritu de los jóvenes campesinos (...) También hay que destacar el tono festivo de "La remolienda", su poesía popular, su chispeante diálogo -con mucho de picardía-, y el acento en el retrato y la caracterización de los personajes. En este sentido, la apropiación de Sieveking del lenguaje campesino, con sus salidas, sus expresiones, y sus sentencias populares, sus incorrecciones fonéticas, resulta plenamente convincente, por su naturalidad y, más que nada, por transmitir belleza y verdad.»

## Adaptación al cine
La obra fue adaptada al cine en 2007 en manos del director Joaquín Eyzaguirre, con el nombre Casa de remolienda. El trabajo de estetización de la obra y el cambio de ciertos elementos por otro universo simbólico, aleja la película de la concepción original de Sieveking, tanto así que él rechazó el guion.[cita requerida]